# Indiana Jones e l'ultima crociata
Indiana Jones e l'ultima crociata (Indiana Jones and the Last Crusade) è un film del 1989 diretto da Steven Spielberg, da una storia co-scritta dal produttore esecutivo George Lucas. È il terzo capitolo del franchise di Indiana Jones, nonché sequel del film I predatori dell'arca perduta (1981). Harrison Ford riprende il ruolo del protagonista, mentre Sean Connery interpreta suo padre. Nel film recitano anche Alison Doody, Julian Glover e River Phoenix, mentre John Rhys-Davies e Denholm Elliott riprendono i ruoli da I predatori.
Dopo le reazioni contrastanti della critica e del pubblico suscitate da Indiana Jones e il tempio maledetto, Spielberg progettò di realizzare un sequel più leggero, scegliendo di attenuare il tono oscuro e la violenza. Il regista ha indicato questo film come il suo preferito della saga. Nei cinque anni trascorsi fra Il tempio maledetto e L'ultima crociata, Spielberg e Lucas esaminarono diverse sceneggiature prima di accettare quella di Jeffrey Boam. Le location delle riprese compresero Spagna, Italia, Germania ovest, Giordania, Regno Unito e Stati Uniti.
Il film fu distribuito dalla Paramount Pictures in Nordamerica nel maggio 1989 e fu un successo con un incasso di oltre 474 milioni di dollari in tutto il mondo, diventando il film di maggior incasso del 1989. Fu accolto con recensioni prevalentemente positive da parte del pubblico e della critica e vinse l'Oscar al miglior montaggio sonoro.

## Trama

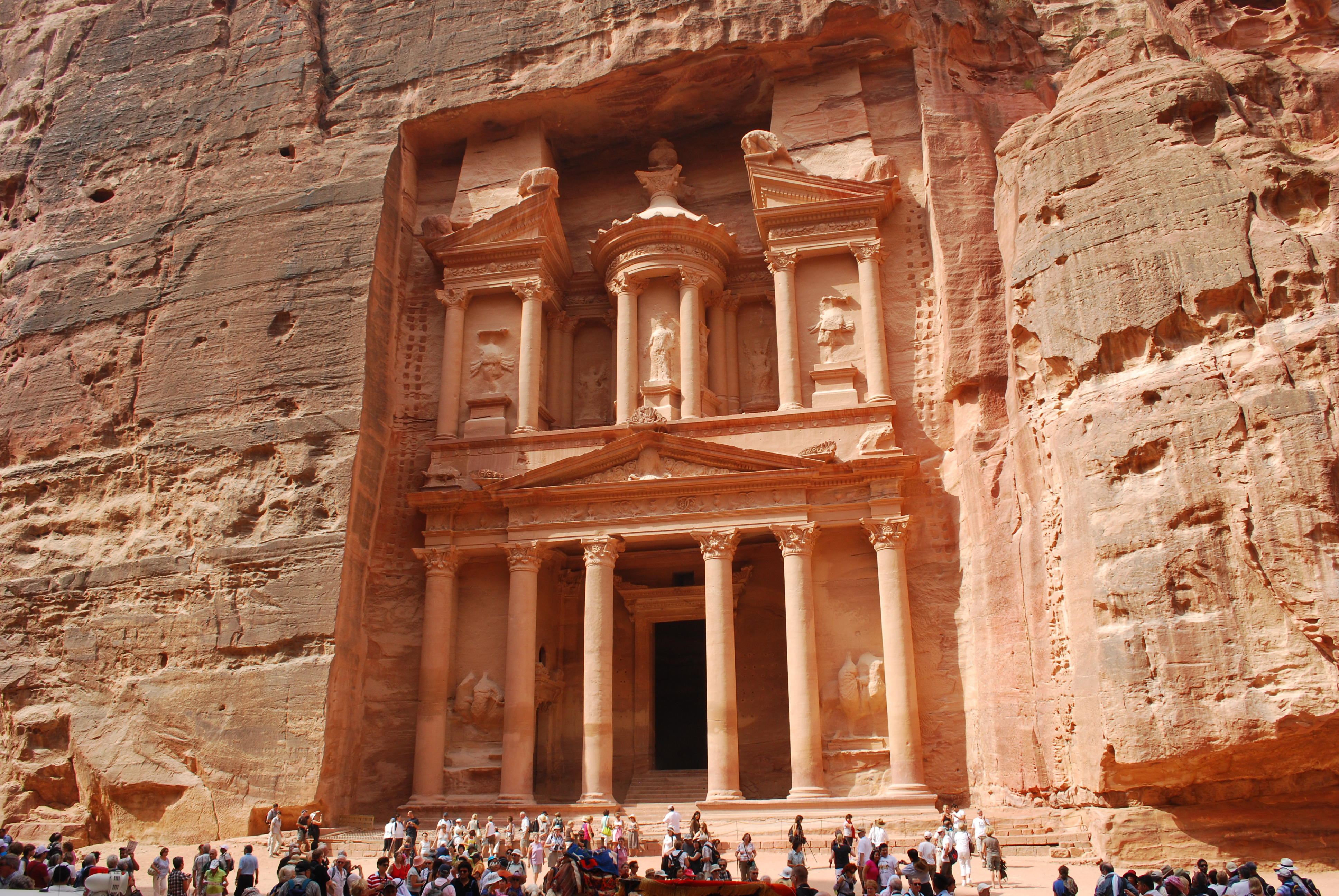
Il tempio che custodisce il Graal ad Alessandretta, nella realtà El Khasneh di Petra, in Giordania.

Utah, 1912. Indiana Jones, scout tredicenne, sottrae la croce d'oro di Coronado a una banda di tombaroli, convinto di essere nel giusto, ma è costretto a restituirla al collezionista privato mandante della banda. Ciò nonostante il capo mercenario, impressionato dal coraggio del giovane, gli regala il suo cappello fedora, che Indiana adotterà nelle sue avventure future.
1938. Indiana Jones, ormai adulto, riesce a recuperare la croce di Coronado e a donarla al museo diretto dall'amico Marcus Brody. Viene poi contattato dal miliardario Walter Donovan affinché lo aiuti nella ricerca del Santo Graal, interrotta dalla misteriosa sparizione dell'archeologo incaricato: proprio suo padre, Henry Jones Sr., il quale vi ha dedicato tutta la vita, sacrificando per questo anche il rapporto col figlio.
Dopo essersi visto recapitare il diario del genitore, contenente tutti i suoi studi sul Graal, Indiana si reca con Marcus a Venezia, da dove questo è stato spedito. Qui riprende le ricerche insieme alla dottoressa Elsa Schneider, collaboratrice del padre, riuscendo a scoprire che il calice sacro è custodito nei pressi dell'antica città di Alessandretta. Apprende anche da Kazim, membro della Confraternita della Spada Cruciforme, dedita alla protezione del calice di Cristo, che il genitore è tenuto prigioniero dai nazisti, che vogliono impossessarsi del suo diario per poter arrivare al Graal e usare i suoi poteri divini per dominare il mondo. I due Jones riescono a fuggire, dopo aver scoperto che Schneider e Donovan sono complici dei tedeschi.
Indy, Henry, Marcus e il loro amico Sallah giungono in modo rocambolesco nell'antico tempio di Alessandretta, ma vengono catturati dai tedeschi guidati da Donovan. Questi ferisce mortalmente Henry per costringere Indy ad  arrivare al Graal, unica possibilità di salvare il padre. Usando le indicazioni del diario, Indiana supera le trappole mortali che difendono la coppa sacra e, seguito da Donovan ed Elsa, incontra il cavaliere crociato che da secoli la custodisce, insieme ad altre fasulle tra le quali bisogna scegliere a rischio della vita.
Elsa sceglie intenzionalmente una coppa sbagliata per Donovan, che dopo aver bevuto va incontro a una morte terribile, mentre Jones sceglie con saggezza quella più umile e versandone acqua sulla ferita del padre lo guarisce istantaneamente. Poi Elsa s'impossessa del Graal ignorando l'avvertimento del cavaliere che la coppa non deve lasciare il tempio, e scatenando così un terremoto in cui muore. Indiana vorrebbe a sua volta recuperare il Graal a rischio della vita, ma è convinto dal padre a desistere rispettandone la sacralità. Dopo l'addio al cavaliere, Indy, Henry, Marcus e Sallah fuggono dal tempio e cavalcano verso il tramonto.

## Produzione

### Casting
Sean Connery fu scelto per interpretare Henry Jones Sr., un professore di letteratura medievale a cui importa più cercare il Graal che crescere il figlio. Spielberg, fan di Connery, quando suggerì di far apparire il padre di Indiana nel film, pensava che nessun altro avrebbe potuto interpretare quel ruolo. Anche Gregory Peck fu preso in considerazione, in alternativa, per il ruolo. Connery inizialmente rifiutò il ruolo poiché aveva solo dodici anni in più di Ford, ma poi accettò. Connery iniziò a rimodellare il suo personaggio e furono apportati cambiamenti alla sceneggiatura per accontentarlo. Connery disse che voleva interpretare Henry Jones come una specie di Richard Francis Burton. La battuta che pronuncia a proposito di Elsa "È una che parla nel sonno" fu improvvisata, e fu lasciata perché aveva fatto ridere la troupe. Nella sceneggiatura di Boam, il momento in cui Jones Sr. dice al figlio di essere stato a letto con Elsa avviene più tardi.
Per la parte del cavaliere crociato custode del Graal si pensò per breve tempo a Laurence Olivier, ma i gravi problemi di salute che affliggevano l'attore resero la scelta impossibile. L'attore era anche la prima scelta per il ruolo del padre di Indiana.
Camei d'eccezione furono quelli di Michael Sheard e Ronald Lacey, già visti nel primo film, nei ruoli di Oskar Schomburg e di Toht; qui invece interpretano Adolf Hitler ed Heinrich Himmler.
La Croce di Coronado è l'unico reperto archeologico della pentalogia totalmente inventato.

### Location

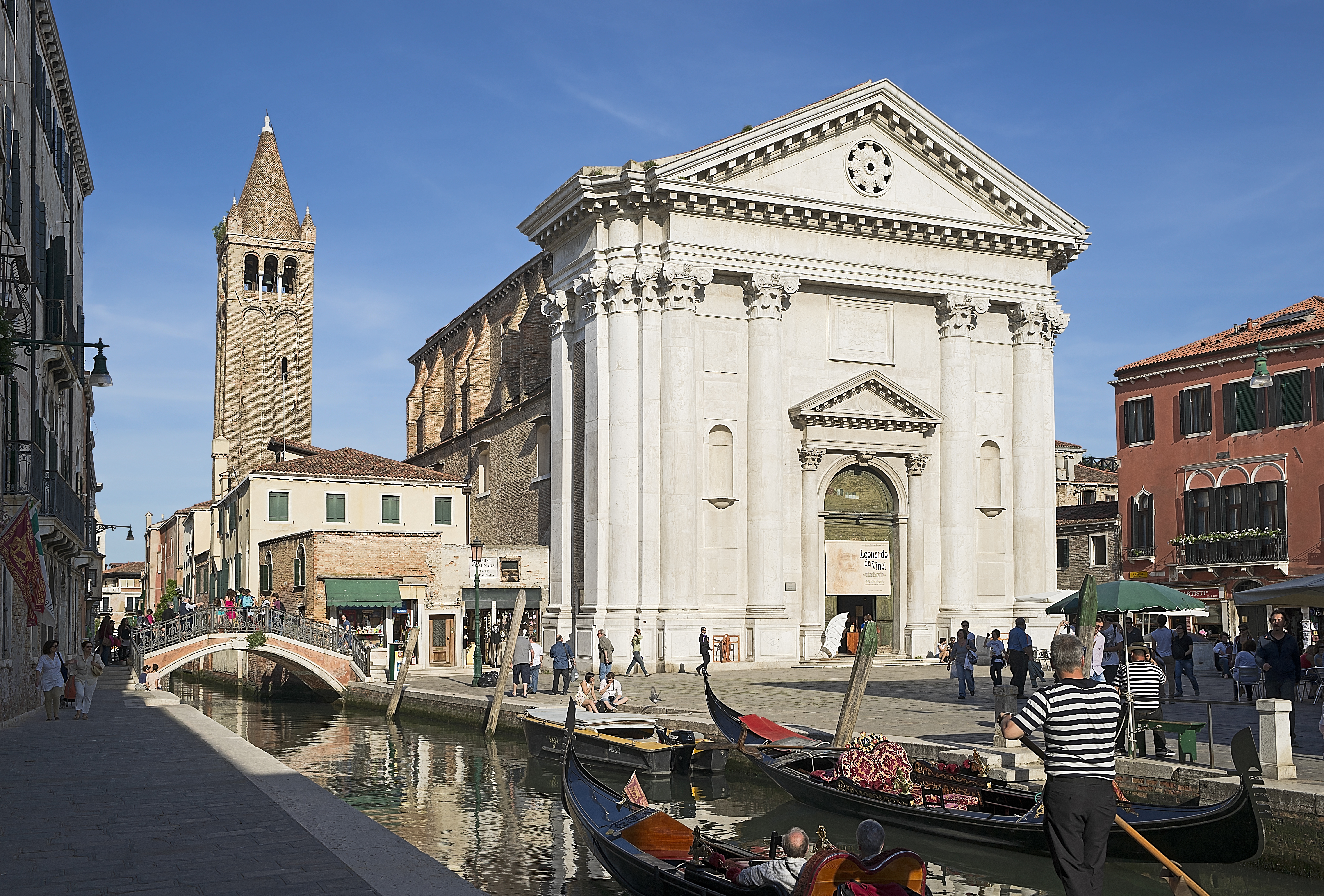
La chiesa di San Barnaba a Venezia, utilizzata come per gli esterni della biblioteca lagunare.

Le scene iniziali vennero girate presso lo Arch Canyon National Park, nello Utah. Per la sequenza del treno si utilizzò la Cumbres and Toltec Scenic Railroad, una linea ferroviaria a scartamento ridotto lunga 103 chilometri che corre tra Nuovo Messico e Colorado.
A Venezia venne usata la chiesa di San Barnaba come immagine esterna della biblioteca, dove si trova l'entrata alle catacombe dove riposa uno dei cavalieri. Si tratta di una chiesa sconsacrata ma, nella realtà, non è adibita a biblioteca. Le scene della biblioteca vennero riprese in uno studio; le ricostruzioni delle catacombe sono frutto di fantasia, dato che la città lagunare non ne può possedere. Per le riprese dell'incontro con Elsa e dell'inseguimento in motoscafo, la troupe ottenne il controllo totale e l'interdizione ai turisti del Canal Grande dalle sette del mattino all'una del pomeriggio.

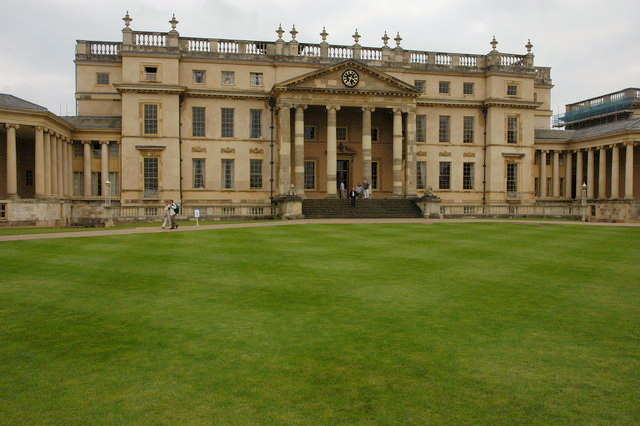
Stowe House, in Inghilterra, utilizzata come location per gli esterni a Berlino

Il castello di Brunwald raffigurato è in realtà il castello di Bürresheim, situato nei pressi di Mayen nella Renania-Palatinato; gli interni invece vennero ricreati in studio.
La Repubblica di Hatay è veramente esistita per pochi mesi tra il settembre 1938 e il giugno 1939; la bandiera mostrata nella pellicola è però inventata. La facciata del nascondiglio del Graal è l'El Khasneh al Faroun in Giordania, mentre le scene interne vennero anch'esse registrate in studio a Londra.

## Distribuzione
Il film uscì nelle sale statunitensi il 24 maggio 1989, mentre in Italia il 6 ottobre dello stesso anno.

### Edizione italiana
L'edizione italiana del film è stata curata da Claudia Gvirtzman Ditcher per la società United International Pictures e con l'adattamento dei dialoghi da parte di Roberto Rizzi; il doppiaggio, invece, venne eseguito dalla C.D.C. presso gli studi della International Recording sotto la direzione di Manlio De Angelis. Rispetto al primo capitolo della serie fu cambiato il doppiatore di Marcus Brody, da Sergio Rossi a Sergio Tedesco.

## Accoglienza

### Incassi
A fronte di un budget di 48.000.000 di dollari, il film fu un successo finanziario: incassò 197.171.806 dollari negli Stati Uniti e in Canada più altri 277.000.000 a livello internazionale, per un totale mondiale di 474.171.806 dollari. Nonostante la concorrenza di Batman (che lo superò nel Nord America), Indiana Jones e l'ultima crociata fu il film col maggiore incasso del 1989.

### Critica
Su Rotten Tomatoes ha una percentuale di gradimento dell'84%, con un voto medio di 8/10 basato su 136 recensioni. Il suo consenso critico recita: "Più leggero e più comico del precedente, Indiana Jones e l'ultima crociata restituisce la serie alla vivace avventura seriale de I predatori dell'arca perduta, aggiungendo un duo esplosivo formato da Harrison Ford e Sean Connery". Metacritic ha calcolato un punteggio medio ponderato di 65/100 sulla base di 14 recensioni, indicando "recensioni generalmente favorevoli". Il pubblico intervistato da CinemaScore ha dato al film "A" come voto medio.
Jay Boyar dell'Orlando Sentinel affermò che "mentre il film manca della novità de I predatori e del ritmo senza fiato de Il tempio maledetto, è stato un divertente capitolo della serie". Peter Travers di Rolling Stone osservò che il film era "il più sfrenato e spiritoso Indy di sempre". Richard Corliss di Time e David Ansen di Newsweek lo elogiarono, così come Vincent Canby del New York Times.
"Anche se sembra avere il modo di un film di serie B di un'era precedente, magicamente ricostituito, L'ultima crociata è un originale accattivante", scrisse Canby, definendo la rivelazione che Jones aveva un padre che non era orgoglioso di lui una "sorpresa comica". Canby credeva che il film non corrispondesse ai due precedenti nel ritmo, ma avesse comunque "sequenze esilaranti fuori dal comune", come l'inseguimento nel treno del circo. Disse anche che Spielberg stava maturando, concentrandosi sulla relazione padre-figlio, una osservazione cui fece eco McBride in Variety. Roger Ebert elogiò la sequenza raffigurante Jones come scout adolescente con la croce di Coronado, paragonandolo allo "stile illustrativo delle riviste di avventura per ragazzi degli anni '40". Disse che Spielberg "deve aver sfogliato i suoi vecchi numeri della rivista Boys' Life... la sensazione di poter inciampare in avventure sbalorditive semplicemente facendo un'uscita con il suo reparto scout. Spielberg illumina la scena con i colori forti e basilari delle vecchie riviste pulp." The Hollywood Reporter ritenne che Connery e Ford meritassero le nomination agli Oscar.
Il film fu stroncato da Andrew Sarris in The New York Observer, David Denby in New York, Stanley Kauffmann in The New Republic e Georgia Brown in The Village Voice. Jonathan Rosenbaum del Chicago Reader definì il film "senza anima". Il Washington Post recensì il film due volte. La prima recensione, di Hal Hinson, fu negativa, descrivendo la storia come "quasi tutti inseguimenti ed esposizione noiosa". Sebbene avesse elogiato Ford e Connery, pensava che l'esplorazione della personalità di Jones avesse eliminato il mistero e che Spielberg non avrebbe dovuto cercare di maturare la sua narrazione. Due giorni dopo, Desson Thomson pubblicò una seconda recensione positiva elogiando l'avventura e l'azione del film, nonché la profondità tematica della relazione padre-figlio.

## Riconoscimenti
- 1990 – Premio Oscar
  - Miglior montaggio sonoro a Ben Burtt e Richard Hymns
  - Candidatura come Miglior colonna sonora a John Williams
  - Candidatura come Miglior sonoro a Ben Burtt, Gary Summers, Shawn Murphy e Tony Dawe
- 1990 – Golden Globe
  - Candidatura come Miglior attore non protagonista a Sean Connery
- 1990 – Premio BAFTA
  - Candidatura come Miglior attore non protagonista a Sean Connery
  - Candidatura come Miglior sonoro a Richard Hymns, Tony Dawe, Ben Burtt, Gary Summers e Shawn Murphy
  - Candidatura come Migliori effetti speciali a George Gibbs, Michael J. McAlister, Mark Sullivan e John Ellis
- 1990 – Premio Hugo
  - Miglior rappresentazione drammatica
- 1990 – Awards of the Japanese Academy
  - Candidatura come Miglior film in lingua straniera a Steven Spielberg
- 1991 – Saturn Award
  - Candidatura come Miglior film fantasy a Steven Spielberg
  - Candidatura come Miglior attore a Harrison Ford
  - Candidatura come Miglior sceneggiatura a Jeffrey Boam
  - Candidatura come Migliori costumi a Anthony Powell e Joanna Johnston
- 2004 – Satellite Award
  - Candidatura come Miglior DVD
  - Candidatura come Migliori contenuti extra del DVD

## Influenza culturale
La relazione di un figlio con il padre separato è un tema comune nei film di Spielberg, tra cui E.T. l'extra-terrestre e Hook - Capitan Uncino.
Il tema dell'esplorazione che vede uniti padre e figlio e l'uso di immagini religiose è analoga ad altri due film del 1989, Star Trek V - L'ultima frontiera e L'uomo dei sogni. Scrivendo per il New York Times, Caryn James riteneva che la combinazione di questi film riflettesse le preoccupazioni della New Age, dove l'adorazione di Dio era equiparata alla ricerca dei padri, e che né Indiana né suo padre fossero preoccupati di trovare il Graal o sconfiggere i nazisti, ma piuttosto entrambi cercassero un rispetto professionale reciproco. Egli ha messo a confronto la distruzione biblicamente epica del tempio con la conversazione più efficace e tranquilla tra i Jones alla fine del film..

## Altri media
Da questo film vennero tratti tre videogiochi, i primi due della LucasArts:
- Indiana Jones and the Last Crusade: The Action Game (1989), per molti computer e console
- Indiana Jones and the Last Crusade: The Graphic Adventure (1989), per diversi computer
- Indiana Jones and the Last Crusade (1991), per NES

## Sequel
Il sequel, Indiana Jones e il regno del teschio di cristallo, è uscito nel 2008.